# 田邊昇学
田邊 昇学（たなべ しょうがく、1931年4月 - 2008年6月10日）は、日本の造園系建設官僚。

## 来歴
1949年に旧制成蹊高等学校高等科理科甲類を卒業し、群馬県土木部、建設省都市局公園緑地課長などに勤務した。
1982年当時は住宅・都市整備公団理事を務めていた。同年、第7回日本公園緑地協会北村賞を受賞した。
東京都公園審議会会長、都市公園法施行五十周年記念事業実行委員会委員などの役職を歴任した。日本公園緑地協会では会長を務めた。
死去前年の2007年に『20世紀後半期における都市およびその都市圏の変遷に関する比較研究』で博士（農学）の学位を東京大学より取得している。
2008年6月10日、呼吸不全のため死去。
著書に『広域緑地・オープンスペース計画』（日本地域開発センター 、地域プランナー研修講座・講義録)がある。